# Cleome melanosperma
Cleome melanosperma är en paradisblomsterväxtart som beskrevs av S. Wats..
Cleome melanosperma ingår i släktet paradisblomstersläktet och familjen paradisblomsterväxter. Inga underarter finns listade i Catalogue of Life.